# Святая Пракседа (картина Вермеера)
«Святая Пракседа» — картина голландского художника Яна Вермеера. В 2014 году аукционный дом Christie’s объявил о результатах новых исследований, которые, по их мнению, окончательно доказали, что это картина Вермеера. В 2023 году на выставке Вермеера в Рейксмузеуме музей провёл исследование и пришёл к выводу, что это картина кисти Вермеера. Картина является копией работы Феличе Фичерелли. На ней изображена раннехристианская святая Пракседа. Это одна из самых ранних сохранившихся работ Вермеера, датируемая 1655 годом.

## Описание и датировка
На картине изображена святая, выдавливающий кровь мученика из губки в богато украшенный сосуд. Она тесно связана с работой Фичерелли 1640—1645 годов, хранящейся в Коллекции Ферньяни в Ферраре, и, как принято считать, является её копией (хотя существует и альтернативная интерпретация). Наиболее очевидное различие между ними состоит в том, что в феррарской работе нет распятия. Это единственная известная картина Вермеера скопированная с другой работы.
Это одна из четырёх датированных картин Вермеера, среди которых «Сводница» (1656), «Астроном» (1668) и «Географ» (1669). Две ранние картины Вермеера — «Христос в доме Марфы и Марии» и «Диана со спутницами» — почти все искусствоведы датируют 1654—1656 годами, хотя мнения о том, какая из них более ранняя, расходятся.

## Провенанс и продажа в 2014 году
Происхождение картины до середины XX века неизвестно. Коллекционер Якоб Редер приобрёл её в 1943 году в одном из небольших аукционных домов Нью-Йорка. В 1969 году впервые появилось мнение о возможном авторстве Вермеере, когда картина была представлена в рамках выставки искусства флорентийского барокко в Метрополитен-музее в Нью-Йорке. В каталоге выставки было обращено внимание на подпись «Meer 1655», а Майкл Китсон, анализируя картину, предположил, что она может быть подлинником Вермеером на основании стилистического сходства с «Дианой со спутницами». После смерти Редера (в 1969 году) картину купил арт-дилер Спенсер А. Сэмюэлс, который также считал её принадлежащей кисти Вермеера. Фонд Barbara Piasecka Johnson Collection Foundation приобрёл её у Спенсера в 1987 году. Ведущий исследователь Вермеера Артур К. Уилок-младший впоследствии привел аргументы в пользу атрибуции Вермеера в статье, посвященной этой картине, в 1986 году.
Картина не была включена в выставку «The Young Vermeer», проходившую в Гааге, Дрездене и Эдинбурге в 2010—2011 годах. Однако она была включена в выставку работ Вермеера в Риме в 2012—2013 годах.
Картина была продана на аукционе Christie’s в Лондоне 8 июля 2014 года от имени Barbara Piasecka Johnson Collection Foundation. Она была продана неизвестному покупателю за 6 242 500 фунтов стерлингов, что соответствует нижней границе оценочного диапазона 6-8 млн фунтов стерлингов. Некоторые комментаторы рынка искусства предположили, что сомнение в авторстве Вермеера могло послужить причиной относительно низкой цены. С марта 2015 года картина экспонируется в Национальном музее западного искусства в Токио с пометкой «приписывается Яну Вермееру». По-видимому, это долгосрочная передача музею от частного коллекционера.
В недавних сообщениях Рейксмузеума говорится, что картина принадлежит «японской компании».

## Споры об атрибуции

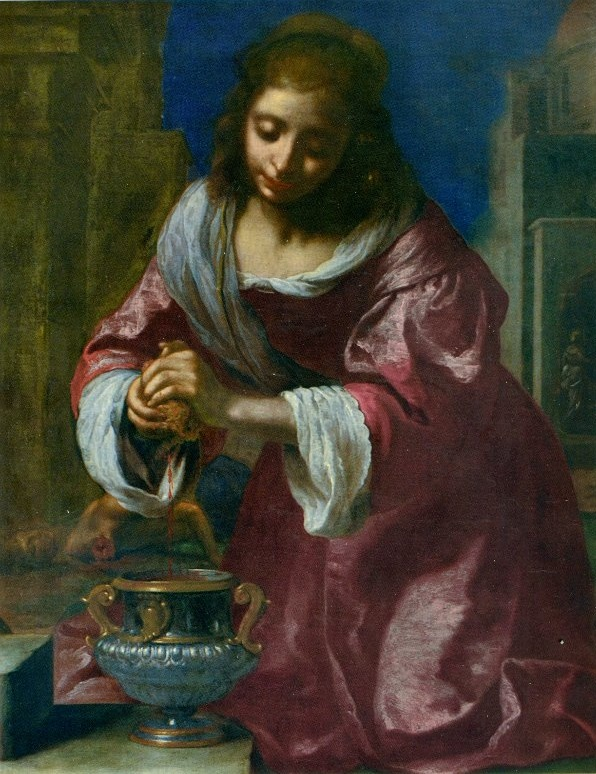
«Святая Пракседа» Фичерелли

Возможно, картина имеет две подписи. Более очевидная из них гласит: «Meer 1655», а вторая — «Meer N R o o». Возможно, что вторая подпись первоначально гласила «Meer naar Riposo», или «Вермеер после Рипосо»: «Рипосо» было прозвищем Фичерелли. Экспертиза подписей, проведенная Институтом Доернера, показала, что обе подписи являются оригинальными и состоят из пигментов, характерных для картины. Экспертиза Уилока также привела его к выводу, что обе подписи являются оригинальными, а недавняя техническая экспертиза показала, что более чёткая подпись, скорее всего, была добавлена в момент создания картины или близко к нему. Однако эти новые исследования согласились с прежним мнением Йоргена Вадума, что возможная вторая подпись слишком нечеткая для расшифровки.
Анализ свинцовых белил, проведенный Рейксмузеумом в 2014 году совместно со Свободным университетом, показал голландское или фламандское происхождение картины, причём велика вероятность, что пигмент был получен из той же партии, что и для «Дианы со спутницами» Вермеера. Использование мелового грунта также типично для голландской живописи, а также необычно широкое применение ультрамарина, характерное для поздних работ Вермеера, но не для «Дианы со спутницами» или «Христа в доме Марфы и Марии». Уилок выявляет стилистическое сходство с двумя историческими картинами, которые все приписывают Вермееру. Он также отмечает сходство между изображением лица святой и фигурой на картине Вермеера «Спящая девушка» и утверждает, что переход художника в католичество мог вызвать у него интерес к этому сюжету. Хотя считается маловероятным, что картина Феррары когда-либо покидала Италию или что Вермеер посещал Италию, Уилок отмечает, что он имел репутацию авторитета в области итальянского искусства. Возможно, что моделью для работы Вермеера послужила другая версия или копия картины Феррары.
В 1998 году Вадум утверждал, что картина не является копией работы в Ферраре или какой-либо другой работы, поскольку элементы фона были написаны раньше переднего плана, что характерно для оригинальной работы, а не для копии. В 2014 году аукционный дом Christie’s выдвинул аргумент, что это может быть объяснено как эксперимент Вермеера, когда молодой художник пытался воссоздать и адаптировать технику, использованную при создании оригинала.
В 2023 году Рейксмузеум провёл новый технический анализ и подтвердил авторство Вермеера.